# ماشیرو اکیموتو
ماشیرو اکیموتو (انگلیسی: Masahiro Akimoto (ski jumper)؛ زادهٔ ۳ سپتامبر ۱۹۵۶) یک اسکی‌باز پرش اهل ژاپن است.